# La Plata (Maryland)
La Plata es un pueblo ubicado en el condado de Charles en el estado estadounidense de Maryland, La Plata es la sede del citado condado. En el año 2010 tenía una población de 8753 habitantes y una densidad poblacional de 486,28 personas por km².

## Toponimia
De acuerdo a una leyenda, el pueblo recibió su nombre por el Coronel Samuel Chapman, cuya familia poseía 6,000 acres (24 km²) de tierra en el sur de Maryland, incluyendo lo que serían las áreas de La Plata y Port Tobacco Village (Maryland). El Coronel había viajado a América Central y América del Sur junto a su hijo George, quien contrajo tuberculosis, en busca de una cura. Durante el viaje, el Coronel quedó impresionado con el Río de la Plata en Argentina, y decidió nombrar una parte de su propiedad "La Plata" en homenaje al río.

## Geografía
La Plata se encuentra ubicado en las coordenadas 38°32′3″N 76°58′24″O / 38.53417, -76.97333.

## Demografía
Según la Oficina del Censo en 2000 los ingresos medios por hogar en la localidad eran de $82.102 y los ingresos medios por familia eran $92.969. Los hombres tenían unos ingresos medios de $69.125 frente a los $48.260 para las mujeres. La renta per cápita para la localidad era de $34.870. Alrededor del 7,2% de la población estaba por debajo del umbral de pobreza.